# غلامحسین خوشبین
 غلامحسین خوشبین (۱۲۸۰ تهران – ۱۳۶۰ تهران) از قضات بلندپایه دوره پهلوی بود.
پس از گذراندن مدرسه حقوق تهران به استخدام وزارت امورخارجه درآمد تا اینکه در سال ۱۳۰۶ که علی‌اکبر داور وزیر عدلیه شده، بنای دادگستری نوین ایران را می‌ریخت او را به این وزارت‌خانه دعوت به کار کرد. نخستی شغل قضائی او بازپرسی دادسرای تهران بود.
خوشبین پس از بازپرسی به ریاست محکمه بدایت رسید و سپس مستشاری دادگاه استیناف (تجدیدنظر) رسید تا سال ۱۳۱۴ که وزارت عدلیه او را برای ادامه تحصیل به اروپا فرستاد. پس از اخذ دکترای حقوق از دانشگاه پاریس در سال ۱۳۱۸ به ایران بازگشت و رئیس شعبه استیناف شد. پس از آن مدیرکل قضائی وزارت دادگستری شد و در سال ۱۳۲۳ که شیخ اسدالله ممقانی وزیر دادگستری شد، او را به معاونت خود برگزید و در ۲۷ تیر ۱۳۲۳ با این سمت به مجلس معرفی کرد.
دادیاری، مستشاری و ریاست شعبه در دیوان عالی کشور و معاون اولی دادستان کل کشور سمت‌های بعدی خوشبین بود تا اینکه در سال ۱۳۴۱ در کابینه امیر اسداللَّه علم عهده‌دار وزارت دادگستری شد. در ترمیم کابینه جای خود را به  باهری داد و وزیر مشاور شد.